# ピニャターロ・インテランナ
ピニャターロ・インテランナ（伊: Pignataro Interamna）は、イタリア共和国ラツィオ州フロジノーネ県にある、人口約2,400人の基礎自治体（コムーネ）。

## 地理

### 位置・広がり

#### 隣接コムーネ
隣接するコムーネは以下の通り。
- アクイーノ
- カッシーノ
- エスペーリア
- ピエディモンテ・サン・ジェルマーノ
- ポンテコルヴォ
- サン・ジョルジョ・ア・リーリ
- サンタポッリナーレ
- ヴィッラ・サンタ・ルチーア

### 気候分類・地震分類
ピニャターロ・インテランナにおけるイタリアの気候分類 (it) および度日は、zona C, 1211 GGである。
また、イタリアの地震リスク階級 (it) では、zona 2A (sismicità media) に分類される。